# Ban Ki-moon
Ban Ki-moon (Koreaans: 반기문) (Chungju, 13 juni 1944) is een Zuid-Koreaanse diplomaat en politicus. Van januari 2004 tot 1 november 2006 was hij in eigen land minister van Buitenlandse Zaken en Handel. Van 1 januari 2007 tot en met 31 december 2016 was hij de secretaris-generaal van de Verenigde Naties als opvolger van Kofi Annan.
Op 9 oktober 2006 droeg de Veiligheidsraad van de Verenigde Naties unaniem Ban voor als nieuwe secretaris-generaal voor een periode van vijf jaar, lopend van 1 januari 2007 tot 1 januari 2012. Na de terugtrekking van de Letse Vaira Vīķe-Freiberga, een van de laatste twee overgebleven kandidaten, was de nominatie van Ban nog slechts een formaliteit. De Algemene Vergadering van de Verenigde Naties keurde op 13 oktober 2006 zijn aanstelling officieel goed. Op 14 december 2006 legde Ban zijn ambtseed af.
Op 21 juni 2011 werd Ban Ki-Moon unaniem herkozen door de Algemene Vergadering van de Verenigde Naties waarmee hij een tweede ambtsperiode intrad, eindigend op 31 december 2016.
Ban Ki-Moon werd op 1 januari 2017 opgevolgd door de Portugees António Guterres.
Voor zijn ministerschap vervulde hij diverse andere politieke alsook diplomatieke functies. Zo was hij onder meer ambassadeur in Oostenrijk en ook eerder werkzaam in diverse functies bij de Verenigde Naties.
In 2018 ontving hij aan de RUG een eredoctoraat voor zijn bijdragen aan het klimaatakkoord van Parijs en werd hij benoemd tot voorzitter van de Global Commission on Adaptation, met een vestiging in Groningen en Rotterdam. 
Ban Ki-moon spreekt naast zijn moedertaal Koreaans ook Engels, Frans en Japans. Hij is getrouwd en heeft drie kinderen.

## Onderscheidingen
- Orde van Ambtelijke Verdienste, De medaille met blauwe strepen in 1975, 1986 en 2006
- Grote Gouden Ereteken met de Ster voor Verdienste voor de Republiek Oostenrijk
- Grootkruis in de Orde van Verdienste van Rio Branco
- Grootkruis in de Peruviaanse Orde van de Zon in 2006
- James A. Van Fleet Award
- Nationale Orde van Verdienste
- Commemorative Medal of Freedom Heroes of the Republic of Hungary
- Grootkruis in de Orde van Sikatuna op 30 oktober 2008
- Orde van de Vriendschap, 1e klasse in 2010
- Order of Ismoili Samoni  in 2010
- Grootkruis in de Nationale Orde in 2008
- Grootofficier in de Nationale Orde in 2008
- Grand Golden Order of the City of Vienna in 2013
- Tipperary International Peace Award in 2014
- Grootkruis in de Orde van de Nederlandse Leeuw op 19 april 2016[3]
- Orde van de Vriendschap op 8 juni 2016
- Grootkruis in de Orde van de Bevrijder San Martin in 2016
- EFR World Leader Cycle Award in 2017